# الحرية الدينية في قبرص
يضمن دستور جمهورية قبرص الحرية الدينية، وتحترم الحكومة عمومًا حق الأفراد في الممارسة الدينية. هناك بعض التقارير حول الاعتداء المجتمعي والاضطهاد على أساس المعتقد الديني أو الممارسة. اتخذ عدد من الشخصيات المجتمعية البارزة خطوات إيجابية لتشجيع الحرية الدينية.

## الديموغرافيا الدينية
تبلغ مساحة قبرص نحو 5747 ميلًا مربعًا (أو 14880 كيلومترًا مربعًا)، ويبلغ تعداد السكان في المناطق الخاضعة لسلطة الحكومة 778700 نسمة.
قبل عام 1974، مرّ البلد بحقبة طويلة من النزاع بين المجتمعات القبرصية اليونانية والمجتمعات القبرصية التركية. وردًا على ذلك، بدأت القوات التابعة للأمم المتحدة في قبرص عمليات حفظ السلام عام 1964. قُسّمت الجزيرة بحكم الأمر الواقع إثر التدخل العسكري التركي عام 1974، عقب انقلاب وجّهته اليونان. يقع الجزء الجنوبي من الجزيرة تحت سيطرة حكومة جمهورية قبرص، بينما يدير القبارصة الأتراك الجزء الشمالي من البلد، وتطلق السلطة في الشمال على نفسها اسم «جمهورية شمال قبرص التركية». لكن الولايات المتحدة لا تعترف بجمهورية شمال قبرص التركية، ولا تعترف بها أي دولة عدا تركيا. هناك منطقة عازلة، أو ما يُعرف بـ«الخط الأخضر»، تفصل بين الجزءين وتحرسها قوات حفظ السلام التابعة للأمم المتحدة. في عام 2003، خففت السلطات في قبرص التركية الكثير من القيود على الحركة بين الجزءين، كإلغاء ضرائب العبور. قادت الإجراءات الجديدة إلى تواصل خالٍ من العراقيل نسبيًا بين المجموعتين السكانيتين، وسمحت للقبارصة الأتراك واليونانيين بزيارة الأماكن الدينية الواقعة في الجزء الآخر لكل مجموعة. لكن على القبارصة، والأجانب أيضًا، إظهار بطاقات الهوية الشخصية في نقاط العبور ضمن المنطقة العازلة للانتقال من جانب إلى آخر.
وفقًا لأحدث إحصاء سكاني (2001)، فإن 94.8% من السكان الدائمين في المناطق الخاضعة لسلطة الحكومة يتبعون الكنيسة اليونانية الأرثوذكسية. بالإضافة إلى 0.5% ممن ينتمون إلى الطائفة الكاثوليكية المارونية، و0.3% من الأرمن الأرثوذكس و1.5% من الروم الكاثوليك و1% من البروتستانت و0.6% من المسلمين و1.3% بالمئة من الملحدين أو غير المؤمنين.
هناك معبد بوذي في نيقوسيا وكنس يهودي في لارناكا. يزور المهاجرون والمقيمون الأجانب بشكل أساسي تلك الأماكن.
يشير استطلاع للرأي من عام 1998 إلى أن 48% من القبارصة اليونانيين يزورون الكنيسة بشكل منتظم، بينما أجاب 49% أنهم لا يزورون الكنيسة إلا في الأعياد الدينية أو المناسبات، كالزفاف أو الجنازة. أما الباقي فلا يزورون الكنيسة على الإطلاق.
هناك نشاطٌ بروتستانتي تبشيري في المنطقة الخاضعة لسيطرة الحكومة.

## وضع الحرية الدينية

### الإطار القانوني والسياسي
يضمن دستور جمهورية قبرص من عام 1960 الحرية الدينية، وتحترم الحكومة عمومًا حق الممارسة. حاولت الحكومة حماية هذا الحق على كافة المستويات وبشكل كامل، ولم تتسامح أبدًا مع الانتهاكات، سواءً كانت هذه الانتهاكات حكومية أو من طرف الأفراد.
يوضح الدستور أن الكنيسة اليونانية الأرثوذكسية في قبرص، التي لا تندرج تحت سلطة الكنيسة الأرثوذكسية اليونانية، تملك الحق في تنظيم وإدارة شؤونها الداخلية والممتلكات بما يتوافق مع التشريعات السماوية. كنيسة قبرص معفية من الضرائب في ما يتعلق بالنشاط الديني، ووفقًا للقانون، فهي مجبرة على دفع الضرائب عندما تمارس أنشطة دعائية. يضع الدستور أيضًا إرشادات للفاكيف، وهي مؤسسة إسلامية تضبط النشاط الديني للقبارصة الأتراك، ولديها الحق أيضًا في تنظيم وإدارة شؤونها الداخلية والممتلكات وفقًا لقوانينها ومبادئها. تعمل المنظمة في المناطق الخاضعة لسلطة القبارصة الأتراك.
يعترف الدستور القبرصي عام 1960 بثلاث مجموعات دينية أخرى، وهم: الموارنة الكاثوليك والأرمن الأرثوذكس والروم الكاثوليك. هذه الجماعات معفية أيضًا من الضرائب ومؤهلة، بالإضافة إلى كنيسة قبرص والفاكيف، للحصول على الإعانات المالية للمؤسسات الدينية.
للحكومة القبرصية قيود دستورية وقانونية ضد الاضطهاد الديني. إذ تبقى معاهدة فيينا الثالثة الاتفاق الأساسي الذي يُعنى بمعاملة القبارصة اليونانيين والموارنة الذين يعيشون في مناطق يديرها القبارصة الأتراك، والقبارصة الأتراك الذين يعيشون في المناطق الخاضعة لسلطة الحكومة. وبالإضافة إلى أمور أخرى، تؤمن هذه المعاهدة حرية العبادة الدينية. لا يُطلب من الجماعات الدينية الأخرى، أيّ جماعة أخرى عدا الجماعات الخمس المعترف بها، التسجيل لدى الحكومة. لكن إن كانت تلك الجماعات ترغب بالانخراط في عقود تجارية، كفتح حساب بنكي، فعليها التسجيل لدى الحكومة كمنظمات غير ربحية. وكي يتم التسجيل، على المجموعة الدينية أن تقدّم طلبًا عن طريق وكيل مفوض توضح فيه الهدف من المنظمة غير الربحية وأسماء مديري المنظمة. وعند القبول، تُعفى المؤسسات والمنظمات غير الربحية من الضرائب، ويُطلب منها تقديم تقارير عن نشاطاتها. يُمنح التسجيل فوريًا، ولم تُمنع أي مجموعة دينية من التسجيل.
لا موانع ضد النشاط التبشيري أو التحول (من دين لآخر) في المناطق الخاضعة لسلطة الحكومة. لكن على المبشرين الأجانب الحصول على إذن إقامة وتجديده بشكل دوري كي يتمكنوا من العيش في البلد. تُقبل طلبات التجديد عادة.
تفرض الحكومة على الأطفال في المدارس العامة الابتدائية والثانوية التعلّم عن الديانة الأرثوذكسية اليونانية. لكن قد يطلب الآباء الذين ينتمون لدين آخر أن يُعفى أولادهم من ذلك. وبهذه الطريقة، يُعفى هؤلاء الأطفال من حضور المناسبات الدينية والتثقيف الديني.
أجّلت وزارة التربية تنفيذ مقترح فبراير 2006 القاضي بتخفيض عدد ساعات التعليم الديني المطلوبة في المدارس العامة من ساعتين إلى ساعة واحدة في الأسبوع. اعترضت كنيسة قبرص ومنظمات دينية أخرى بشدة على هذا الاقتراح، فأجّلت الوزارة تطبيقه حتى تسمح بإجراء النقاشات العامة.
تعترف حكومة قبرص بالأعياد الدينية التالية وتعتبرها أعيادًا وطنية: عيد الغطاس، عيد بشارة العذراء، الجمعة العظيمة، عيد الفصح، عيد الروح القدس، انتقال العذراء، عيد الميلاد.

### قيود على الحرية الدينية
ساهمت سياسة الحكومة وممارستها في حرية الممارسة الدينية في قبرص.
منذ عام 2003، عندما خُففت القيود المفروضة على الحركة إلى الجزء الشمالي من الجزيرة، أبلغ القبارصة اليونانيون والجماعات الدينية الأخرى عن تحسنٍ في القدرة على الوصول إلى الأماكن الدينية في المنطقة الخاضعة لسلطة القبارصة الأتراك. وكذلك أبلغ القبارصة الأتراك عن سهولة الوصول نسبيًا إلى الأماكن الدينية الخاضعة لسلطة الحكومة.
أبلغت الحكومة عن إنفاقها مبلغ 173.272 دولارًا (130.280 يورو) عام 2006 على صيانة 17 مسجدًا وأماكن عبادة أخرى للمسلمين في المنطقة الواقعة تحت سلطتها. في عام 2007، بلغت ميزانية المشروع 462.414 دولارًا (347.680 يورو).
للمبشرين الحق القانوني بتحويل المواطنين إلى ديانتهم، لكن الحكومة تراقب أنشطة المبشرين عن كثب. لا يحق للمبشر استخدام وسائل الإجبار الجسدية أو الأخلاقية لتحويل الآخرين عن دينهم. ويمكن للشرطة أن تحقق في النشاط التبشيري على أساس الشكاوى التي تصلها من المواطنين. وبإمكانها فتح تحقيق إذا اشتبهت بانخراط المبشر بنشاطات غير قانونية تهدد أمن الدولة ودستورها أو النظام العام أو الصحة العامة والأخلاق.

### التحول الديني القسري
لا توجد تقارير عن حالات تحول ديني قسري.

### تحسينات وإنماءات إيجابية في احترام الحرية الدينية
في الحادي والعشرين من فبراير عام 2007، التقى مطران كنيسة قبرص، خريسوستوموس الثاني، مع رئيس الشؤون الدينية في قبرص التركية، أحمد يولنر، في فندق قصر ليدرا، ليكون هذا اللقاء أول لقاء بين قادة الجماعات الدينية في قبرص منذ 33 سنة.
في الثالث والخامس من شهر يوليو عام 2006، شاركت قبرص مع ماليزيا في استضافة الاجتماع الأوروبي الآسيوي الثاني لحوار الأديان، والهادف إلى نشر المزيد من التفاهم بين الجماعات الدينية المختلفة ومحاربة الإرهاب.